# Vijf Tibetanen
De Vijf Tibetanen zijn hatha yoga-achtige oefeningen die worden beschreven in het boek Fontein der Jeugd van Peter Kelder.
Peter Kelder gaf aan de oefeningen de naam "vijf Tibetaanse rites van verjonging". Later zou Christopher S Kilham er de naam "Vijf Tibetanen" aan geven in zijn gelijknamige boek, omdat het naar zijn zeggen te zwak en simplistisch klonk. Dit was eveneens de naam die in inmiddels verschenen vertalingen in het Duits, Frans, e.a. werd toegepast.
Het betreft een aantal oefeningen, rites in het boek, van Tibetaanse herkomst. 21 maal per dag uitgevoerd, zou men er volgens het boek opmerkelijk veel vitaler door worden en er jaren jonger uitzien. De Vijf Tibetanen worden ook wel Tibetaantjes of de Vijf Tibetaanse Rites van Verjonging genoemd. De eerste vijf rites vormen de eerste belangrijke stap. De zesde rite neemt een bijzondere positie in, onder andere omdat men er celibatair voor zou moeten leven om er baat bij te hebben.
Met de Vijf Tibetanen worden volgende oefeningen bedoeld:
- Eerste Tibetaanse Rite (staande ronddraaiingen)

- Tweede Tibetaanse Rite (liggende buikspieroefening met de benen)

- Derde Tibetaanse Rite (kameeloefening uit de yoga)

- Vierde Tibetaanse Rite (staf-tafeloefening)

- Vijfde Tibetaanse Rite (omlaag- en omhoogkijkende hondoefening)

- - - - - - - - - - - - - - - - - - - - - - - - - - - - - - - - - - - - - - - - - - - - - - - - - - -
- Zesde Tibetaanse Rite (staande buikademhalingsoefening)

Verder hoort bij elke oefening een bepaald ademhalingsritme en wordt er in de Fontein der Jeugd een eenzijdig voedingsadvies gegeven: geen combinatie van eiwitten met zetmeel en als het kan maar één soort voedsel per maaltijd.
De gezonde uitwerking van de Vijf Tibetanen wordt in het boek - naast de lichaamsbeweging - vooral toegeschreven aan het in de juiste snelheid brengen van de ronddraaiende chakra's. Het boek beschrijft dat de chakra's tijdens het verouderingsproces veranderen in snelheid, waarbij een vertraging van een van de chakra's het begin van veroudering zou inluiden en een te snel ronddraaiende chakra zou leiden tot zenuwachtigheid.

## Herkomst
Het boek Fontein der Jeugd is niet geheel zonder controverse en ook de herkomst van de Vijf Tibetanen is niet geheel zeker. Het boek maakt melding van de herkomst uit een lamaklooster in het Himalayagebergte. Nu hebben oefeningen in de Vijf Tibetanen wel enige overeenkomst met het Tibetaanse yoga-type kum nye, maar er is nog geen Tibetaanse lama of yogaleraar geweest die kon aangeven de oefeningen te kennen. Er zijn echter ook nog steeds redelijk veel stijlen en filosofieën in Tibet die nog niet aan het Westen zijn geopenbaard. Chris Kilham, schrijver van het op de Fontein der Jeugd afgeleide boek The Five Tibetans geeft aan dat de oefeningen evengoed uit India of Nepal afkomstig kunnen zijn, wat de overeenkomsten van enkele rites met asana's uit hatha yoga zou kunnen verklaren.
In de iconografie Sritattvanidhi, die is geschreven door de Krishnaraja Wodeyar III orde (1799-1868) om de hindoeïstische kennis van die tijd vast te leggen, worden verschillende asana's beschreven die ook in de Zonnegroet voorkomen. Twee ervan, de Sarpasana (Bhujangasana) - de Cobra die lijkt op de Omhoogkijkende Hond - en de Gajasana (Adho Mukha Svanasana, Omlaagkijkende Hond), vormen samen de Vijfde Tibetaanse Rite. Ook worden er yogaseries die gedaan in tandem, vergelijkbaar met de Vijf Tibetanen.